# Czarny Las (powiat radomszczański)
Czarny Las – wieś w Polsce położona w województwie łódzkim, w powiecie radomszczańskim, w gminie Żytno.
| SIMC    | Nazwa              | Rodzaj    |
| ------- | ------------------ | --------- |
| 0148056 | Czarny Las-Kolonia | część wsi |

W latach 1975–1998 miejscowość administracyjnie należała do województwa częstochowskiego.